# 샤크스톰2: 샤크네이도
《샤크스톰2: 샤크네이도》(영어: Sharknado 2: The Second One)는 미국에서 제작된 앤서니 C. 퍼란테이 감독의 2014년 모험 액션 코미디 텔레비전 영화이다. 2013년 영화 《샤크 스톰》의 속편이다. 아이언 지어링, 비비카 A. 폭스, 마크 맥그래스, 카리 워러, 태라 리드 등이 주연으로 출연하였으며, 전편의 성공에 힘입어 다양한 분야의 유명 인사들이 작은 역할로 등장하였다.
속편 《샤크네이도 스톰》(2015)으로 이어진다.

## 줄거리
핀은 전편에서 겪은 로스앤젤레스 상어 토네이도(sharknado) 경험을 책으로 펴낸 전 아내 에이프릴의 책 홍보 여행에 동행한다.
그러나 이들이 탄 뉴욕행 비행기는 폭풍에 휩쓸려 날아온 상어떼를 만나고, 상어들이 동체에 끝없이 부딪힌 끝에 내부까지 들어와 승무원들과 승객들을 물어 죽이며 대혼란이 벌어진다. 조종사와 부조종사가 전부 사망하는 바람에 핀이 긴급 착륙을 시도하고, 에이프릴은 상어에게 한쪽 손을 뜯긴다.
핀은 뉴욕에 내리자마자 상어 토네이도에 대해 사람들에게 경고하지만 아무도 진지하게 듣지 않는다. 곧 핀이 경고한 대로 뉴욕에서 상어 토네이도 재난이 시작된다.

## 출연

### 주연
- 아이언 지어링 - 핀 셰퍼드 역
- 비비카 A. 폭스 - 스카이, 핀을 좋아하는 고등학교 동창 역
- 마크 맥그래스 - 마틴 브로디, 매부 역
- 카리 워러 - 엘런 브로디, 여동생 역
- 태라 리드 - 에이프릴 웩슬러, 재결합한 전 아내 역

### 조연
- 코트니 백스터 - 모라 브로디, 마틴과 엘런의 딸 역
- 단테이 팰민테리 - 본 브로디, 마틴과 엘런의 아들 역
- 저드 허시 - 벤, 택시 운전사 역
- 티퍼니 셔피스 - 크리시, 엘런의 친구 역
- 커트 앵글
- 빌리 레이 사이러스
- 앤디 딕
- D.C. 더글러스
- 재러드 포글
- 주다 프리들랜더
- 퍼레즈 힐턴
- 리처드 카인드
- 비즈 마키
- 켈리 오즈번
- 켈리 리파
- 앨 로커
- 마이클 스트레이핸
- 레이철 트루
- 윌 휘턴